# Winsome Frazier
Winsome Frazier (ur. 2 sierpnia 1982 w Miami) – amerykański koszykarz występował w Polskiej Lidze Koszykówki w klubie AZS Koszalin w sezonie 2010/2011.

## Przebieg kariery
- 2001-2005: Mississippi State (NCAA)
- 2005-2006: Panteras de Miranda
- 2006-2007: Falco KC-Szombathely
- 2007-2009: Telekom Baskets Bonn
- 2009-2010: Szolnoki Olajbanyasz
- 2009-2010: Falco KC-Szombathely
- 2010-2011: AZS Koszalin
- 2011-2012: Maroussi B.C.

## Sukcesy
- Dwukrotny Wicemistrz Niemiec (2008, 2009)
- Finalista Pucharu Niemiec (2009)
- Uczestnik meczu gwiazd ligi niemieckiej (2009)
- Lider:
  - sezonu zasadniczego PLK w średniej przechwytów (2011)[1]
  - ligi ukraińskiej w przechwytach (2014)